# Les fées ont soif
Les fées ont soif est une pièce de théâtre écrite par Denise Boucher. Elle est représentée pour la première fois le 10 novembre 1978 au Théâtre du Nouveau Monde, à Montréal. Cette pièce s'inscrit au sein du courant féministe de la dramaturgie québécoise. Le texte entend déconstruire les stéréotypes féminins, en particulier l'archétype de la Vierge, modèle résultant selon l'auteure de fantasmes masculins et utilisés par l'Église catholique pour réprimer la sexualité des femmes. À sa sortie, la pièce fait scandale et sa représentation n'est possible qu'après plusieurs procès et tentatives de censure. 

## Argument
Les fées ont soif présente trois femmes qui, à travers des monologues, quelques dialogues et des chansons, parlent de leur malheur et de l'inconfort de leur situation. Ces trois femmes représentent trois archétypes féminins, tels qu'imposés par le patriarcat. Il y a d'abord Marie, la femme au foyer enfermée dans sa cuisine, puis Madeleine, la prostituée, et finalement la Statue qui représente la Vierge Marie. Denise Boucher propose de détruire ces stéréotypes féminins. Ainsi, à travers ce que l'auteure appelle « un long poème à trois voix », ces trois personnages discutent de leur vie au quotidien et dénoncent les inégalités dont sont victimes les femmes. Elles décrivent sans détour la violence qui leur a été faite par des hommes. Pourtant, aucun personnage masculin n'apparaît dans la pièce ; ce sont les femmes qui prennent la voix des hommes pour décrire les horreurs qu'elles ont vécues. Finalement, en unissant leurs forces et leurs voix, les trois femmes réussissent à se défaire des stéréotypes : Marie quitte son mari, Madeleine abandonne la prostitution et la Statue se défait de sa carapace de pierre pour devenir une femme à part entière. Elles invitent ensuite le public à imaginer un monde utopique dans lequel ces préjugés n'existeraient pas.

## Création et scandale
Les fées ont soif a été écrite et présentée pour la première fois à l'automne 1978 au Théâtre du Nouveau Monde (TNM) à Montréal. Ce sont Michèle Magny et Sophie Clément, deux des trois actrices de la distribution originale, qui entrent d'abord en contact avec Denise Boucher, souhaitant travailler avec elle. 
L'auteure s'inspire d'un questionnement qui la fascine : « Pourquoi leur fallait-il à tous, même aux Aztèques et aux Bouddhistes, une mère vierge ? ».  En d'autres mots, pourquoi toutes les civilisations se sont-elles dotées d'une figure de mère engendrant un fils divin sans qu'un père humain soit impliqué dans le processus. Elle se questionne également sur la question de la fascination que semblent avoir les hommes pour la virginité féminine. 
Denise Boucher écrit un premier jet du texte et Louisette Dussault se rajoute à la distribution alors que Jean-Luc Bastien se voit chargé de la mise en scène. Ils présentent tous leur projet à Jean-Louis Roux, alors directeur artistique du TNM, qui place la pièce dans la programmation du théâtre pour la saison 1978-1979. Puis, c'est le scandale : le Conseil des arts de Montréal annonce qu'il n'octroiera pas de subvention au TNM si son directeur artistique ne retire par Les fées ont soif de sa programmation. Jean-Louis Roux ne fléchit pas et décide de poursuivre les répétitions malgré tout. Des groupes religieux, notamment Les jeunes Canadiens pour une civilisation chrétienne, un mouvement d'extrême droite, manifestent pour que la pièce ne soit pas jouée, la jugeant blasphématoire puisqu'elle met en scène une statue de la Vierge Marie. Ils jugent que « la pièce est inspirée par le Diable ». Une demande d'injonction est posée devant les tribunaux pour interdire les représentations et la publication du texte. Après un long processus judiciaire, Denise Boucher, les comédiennes et le directeur artistique ont gain de cause: la pièce pourra être jouée et être publiée, sans censure. 
Cette polémique intéressera une grande quantité de personnes et garantira le succès de l'œuvre. Aujourd'hui, celle-ci est traduite en catalan, en basque, en italien, en anglais, en russe et en espagnol. 

## Les personnages
Il y a trois personnages dans Les fées ont soif : Marie, Madeleine et la Statue. C'est le marquage social de ces personnages qui est le plus important dans la pièce. En effet, chacune de ces femmes incarne un stéréotype féminin bien précis, elles sont toutes « des concepts qui permettent d'enclencher le discours féministe ». Les trois femmes incarnent des archétypes : Marie est une mère de famille, une femme au foyer, obéissante et discrète ; Madeleine incarne la figure de la putain ; la Statue représente la Vierge Marie, figure mythique de la femme par excellence. En nommant ses personnages en référence à la Bible et en choisissant de mettre en scène la Vierge, Denise Boucher annonce clairement son mandat : « s'attaquer aux rôles sociaux, mais également aux images et aux symboles sur lesquels reposent la civilisation occidentale ». Puisque les personnages ne sont définis que par de simples caractéristiques sociales, ils sont universels, et ne forment finalement qu'une seule femme.

## Production originale[9]
Mise en scène : Jean Luc Bastien
Décors et costumes : Marie-Josée Lanoix
Musique: Jean-François Garneau
Arrangements musicaux: Claire Bourbonnais et Jean-François Garneau
Éclairages: Mario Bourdon
Musiciennes: Claire Bourbonnais et Claire Tremblay
Distribution :
La Statue: Louisette Dussault
Marie: Michèle Magny
Madeleine: Sophie Clément

## Reprises de la pièce
En 2008, soit 30 ans après la création de Les fées ont soif, la pièce de Denise Boucher n’a pas été reprise sur scène. En effet, malgré son vif succès et son importance dans l’histoire du théâtre féministe québécois, l’évènement ne fut pas souligné par le Théâtre du Nouveau Monde, le berceau de sa création. En fait, l’œuvre, qui avait fait scandale à l’époque, n’a pas été rejouée au Québec après son triomphe mitigé en 1978, « mise à part la lecture publique qui en a été faite, en 1984, à l’occasion de la visite du pape Jean-Paul II ». Cette dernière avait eu lieu en septembre au Club Soda, une salle de spectacle de Montréal, six ans après la vive polémique qu’elle avait suscitée.
Pourtant, l’œuvre de Boucher n’avait pas sombré dans l’oubli. Quelques années plus tard, en 2014, la pièce fut portée à nouveau sur scène par Alexandre Fecteau. Cette fois, c’est au Théâtre de la Bordée que Marie (Lise Castonguay), Madeleine (Lorraine Côté) et la Statue (Marie-Ginette Guay) reprendront leur discours féministe acéré. Afin d’actualiser le texte dramatique, le metteur en scène y a apporté quelques changements. Notamment, dans cette version, les comédiennes se libèrent quelques fois de leurs rôles oppressés en s’adressant directement au public. De plus, des extraits d’un blogueur pour Urbania, Rabii Rammal, ont été ajoutés puisque son « langage cru du jour réactive les propos crus de l’époque qui nous semblent bien anodins aujourd’hui. » En outre, Alexandre Fecteau a reçu le prix John-Hirsch de la part du Conseil des arts du Canada pour la mise en scène de cette pièce.
Bien que le trentième anniversaire de la pièce de Denise Boucher n’ait pas été commémoré, le quarantième ne fut pas oublié. En 2018, pour souligner l’évènement, Sophie Clément, comédienne de la distribution originale de 1978, met en scène une reprise des Fées ont soif au Théâtre du Rideau Vert. Dans cette version, Pascale Montreuil incarne la figure de la mère (Marie), Bénédicte Décary s’approprie le rôle de Madeleine la prostituée et Caroline Lavigne se fige sous les traits de la Statue de la Vierge Marie.
L’influence de la religion catholique au Québec ayant considérablement diminué et les conditions des femmes s’étant améliorées depuis la création de la pièce en 1978, l’actualité du propos de la pièce aurait pu poser problème. C’est d’ailleurs ce que laissait croire le fait que la pièce n’ait pas été rejouée en 2008, trente ans après la première représentation. Toutefois, le mouvement de dénonciation et de prise de parole des femmes sur les agressions sexuelles #MeToo qui a connu son essor en 2017, soit un an avant la reprise de Les fées ont soif par Sophie Clément en 2018, fait écho au discours féministe des Fées, lui donnant un second souffle pour ses quarante ans. Malgré ces quarante années qui séparent ce mouvement des revendications féministes des années soixante-dix, cette volonté de libérer la parole des femmes reste la même : « Certaines répliques cinglantes pourraient avoir été écrite[s] aujourd’hui  ». Le combat des femmes pour leur émancipation qui reprenait de l’ampleur représentait sans doute une opportunité de rendre hommage à cette pièce féministe tout en marquant son actualité.